# Peter Fischli en David Weiss
Peter Fischli en David Weiss vormden een Zwitsers kunstenaarsduo, zij waren actief in verschillende vormen van kunst.

## Achtergrond
Peter Fischli (Zürich, 8 juni 1952) is de zoon van een architect en beeldhouwer, opgeleid aan het Bauhaus, studeerde in Italië aan de Academie voor Schone Kunsten in Urbino (1975-1976) en daarna in Bologna (1976-1977). Zijn persoonlijke carrière begon met een tentoonstelling in 1978 aan de Academie van Bologna en de deelname aan de tentoonstelling 'Bilder' aan het Kunstmuseum in Winterthur in 1981. In 'Bilder' stelde hij Tierwelt (Wereld van dieren) voor, een installatie met levende dieren. Vanaf 1979 werkt hij samen met David Weiss.
David Weiss (Zürich, 21 juni 1946 - 27 april 2012) volgde een opleiding aan de kunstacademie in Zürich (1963-1964) en vervolgens in Bazel (1964-1965).
Hij begon een carrière gewijd aan de schilderkunst, afgewisseld door persoonlijke tentoonstellingen van 1976 tot 1979. Hij nam deel aan groepstentoonstellingen zoals 'Bilder' in 1981 in de Kunsthalle in Winterthur, waar hij zijn laatste persoonlijke werk tentoonstelde: 'Planetarium'. Hij publiceerde ook boeken, in samenwerking met Urs Lüthi, voor uitgeverij Stähli in Zürich in 1970 en 1979. Vanaf 1979 tot aan zijn dood op 27 april 2012 werkt hij samen met Peter Fischli.

## Duo Fischli en Weiss
In 1979 begon de samenwerking tussen David Weiss en Peter Fischli. Vanaf dan signeren ze hun werk met F/W, zodat alle werken worden toegeschreven aan beide kunstenaars.
Ze passen voorwerpen en situaties uit het dagelijkse leven aan en plaatsen ze in een artistieke context, vaak met behulp van humor en ironie.
Vanaf de samenwerking in 1979 werden alle werken een combinatie van film, foto, boeken en sculpturen vervaardigd uit klei, hars en polyurethaan.
Tijdens hun 32-jarige samenwerking hebben Fischli & Weiss tentoongesteld in verschillende belangrijke instellingen en musea wereldwijd, waaronder o.a.:
- Museum Boijmans Van Beuningen, Rotterdam
- Museum Ludwig, Keulen
- Museu d'Art Contemporani de Barcelona, Barcelona
- Musée d'Art Moderne de la Ville de Paris, Parijs
- San Francisco Museum of Modern Art, San Francisco
- Museum of Contemporary Art (Los Angeles), Los Angeles
- Serpentine Gallery, Londen
- Kunsthaus Zürich, Zürich
- Tate Modern, Londen

In 1979 werd het eerste gezamenlijke werk getoond, een fotoreeks getiteld 'Wurstseries' (Worst series). Hun eerste film, Der Geringste Widerstand (De minste weerstand) werd opgenomen in Hollywood in 1980. Het onderwerp van deze dialoog tussen een rat en een beer, gespeeld door Peter Fischli en David Weiss, is een discussie over de zoektocht naar succes en kennis. In 1981 gaven ze hun eerste 'overzichtstentoonstelling': 'Plötzlich diese Übersicht '(Plotseling dit overzicht), in de Stähligalerie in Zürich. Hier toonden ze een serie van 250 kleiobjecten, geplaatst op sokkels van verschillende hoogten of opgehangen aan de muur. Hun derde film Der Lauf der Dinge (Het verloop van de dingen) zorgde voor internationale bekendheid.
Fischli en Weiss wonnen de Gouden Leeuw in 2011 op de Biënnale van Venetië voor een installatie van meer dan 1000 foto's van handgeschreven vragen die de kunstenaars gedurende vele jaren hadden verzameld.

## Stijl en situering

### Stijl
Peter Fischli en David Weiss zijn van verschillende markten thuis. De multidisciplinaire kunstenaars maakten onder meer film en fotografie, kunstboeken, beelden uit verschillende materialen, en multimedia-installaties.
Kunsthistorici plaatsen Fischli en Weiss regelmatig onder de conceptuele kunst, maar die redenering wordt niet door iedereen gevolgd. Zeker omdat ze ook ander werk maken, kunnen ze niet in één stijl worden geduwd. Zo zijn hun films en foto's van onstabiele constructies eerder onder te verdelen bij de assemblage.
De kunstenaars hielden zich ook graag bezig met filosofische thema's. De manier waarop objecten van doel of betekenis veranderen wanneer zij in een andere omgeving terechtkomen, intrigeert hen dermate dat zij dit thema in bijna elk werk aan bod laten komen.

### Dagelijkse realiteit
Fischli en Weiss interesseren zich voor wat er in de banaliteit van de dingen rondom hen gebeurt. Met hun klei- en rubbervoorwerpen, die bijna exacte kopieën zijn van voorwerpen of situaties uit de dagelijkse realiteit, laten ze de toeschouwers stilstaan bij de schoonheid ervan en vragen ze hen om op een nieuw manier te kijken naar de wereld om hen  heen.
In een van hun boeken, Sichtbare Welt (Zichtbare wereld), geven ze een overzicht van 3000 foto's van steden, jungles, woestijnen, luchthavens, stadions, monumenten, bergen en tropische stranden, van over de hele wereld. Door hun manier van fotograferen lijkt het alsof ze op een toeristische manier naar de dingen kijken.

### Interesses van de kunstenaars
De kunstenaars zijn sterk geïnteresseerd in de combinatie tussen chaos en orde, rust en hectische gebeurtenissen, wat bijvoorbeeld blijkt uit 'Der Lauf der Dinge', of uit Peter Fischli's eerste solotentoonstelling 'Tierwelt' (een installatie met levende dieren, een mengeling van hectische en rustige activiteiten voorstellen).
Naast het spectaculaire element in hun werk zijn de kunstenaars vooral bezig met het alledaagse. En het soms zelfs bijna onprofessioneel lijkend weergeven van foto's, films en kleiobjecten.
Ook alle vormen van fysische en mechanische krachten en chemische principes passen Peter Fischli en David Weiss toe in enkele werken, met als voorbeeld de alom geprezen 'Der Lauf der Dinge'.
Hun interesse in afval, geproduceerd en afgewezen door dezelfde samenleving, is dan ook vooral om het materiële aspect hiervan en niet om ecologische standpunten (hun reproductie van afval en 'doe het zelf'-materialen).

### Bewuste invloeden op artistiek vlak
Voor hun installaties in de video 'Der lauf der Dinge' valt een link te leggen met Rube Goldberg. Zijn bekendste cartoon gaat over de verhalen rond Professor Lucifer Gorgonzola Butts, waarin altijd weer absurd gecompliceerde apparaten voor de uitvoering van de meest simpele opgaven werden uitgebeeld, waardoor de naam Rube Goldberg, maar ook de Rube Goldbergmachine, in het Engels de spreekwoordelijke betekenis heeft gekregen voor onnodig gecompliceerde technische oplossingen.
De installaties in de film Der lauf der Dinge van Peter Fischli en David Weiss kan men enigszins vergelijken met deze Rube Goldbergmachine, al was het maar door de eindeloze opeenvolging van handelingen die uiteindelijk tot bijna niets leiden. De kans dat het kunstenaarsduo Rube Goldbergs machine kent is dan ook meer dan waarschijnlijk, aangezien Goldbergs cartoon al uitkwam voor de Tweede Wereldoorlog. Ook Jean Tinguelys tentoonstelling op 17 maart 1960 in de tuin van het Museum of Modern Art in New York kan gezien worden als de voorganger op Der Lauf der Dinge.
Door de fotoverzameling doet Sichtbare Welt niet alleen denken aan Gerhard Richters 'Atlas' of aan Jan Amos Comenius' geïllustreerde boek Orbis sensualium pictus (De zichtbare wereld) uit 1658, maar ook aan moderne pogingen om de wereld met de camera te analyseren en te structureren. Onder meer Albert Renger-Patzschs Die Welt ist schön (1928) en August Sanders Antlitz der Zeit (1929) kan men niet anders zien dan een bijna rechtstreekse invloed op de creatie van Peter Fischli en David Weiss. Ook Karl Blossfeldts Urformen der Kunst (1928) heeft een bijna onmisbare invloed gehad op het boek Sichtbare Welt.
In filosofisch opzicht halen de kunstenaars inspiratie uit boeken van schrijvers als Boris Groys, kunstcriticus, media theoreticus en filosoof , die in zijn boeken de aandacht trekt met vragen als 'wat is de diameter van de aarde' en 'waarom is de aarde geen kubus'. Deze benadering inspireerde het kunstenaarsduo bij het maken van onder meer Findet mich das Glück? (zal geluk mij vinden) en verschillende andere projecten, zoals Grosser Fragentopf, waarin de filosofische vraag centraal staat.
Een citaat van Jean-Christophe Ammann: 'Art begins where good taste ends.' is dan ook een van de meest geliefde citaten voor het duo, dat alles ter discussie stelt.
Marcel Duchamp is een naam die direct in de toeschouwer opkomt bij de installaties van Fischli en Weiss.
In het geval van Duchamps is het concept van de 'gevonden' voorwerpen het belangrijkste, terwijl Peter Fischli en David Weiss' doel is om objecten na te maken. Marcel Duchamps objecten kunnen altijd terugkeren naar het leven van alledag. De objecten van het kunstenaarsduo kunnen dat niet. Het zijn allemaal voorwerpen uit de wereld van nut en functie, maar ze zijn volkomen nutteloos geworden.

## Algemeen beeld van het oeuvre
Zodra de samenwerking tussen de kunstenaars begon, creëerden ze sterk samenhangende werken, een combinatie van films, foto's, artistieke boeken en sculpturen met diverse media zoals klei, hars en polyurethaan. Het kunstenaarsduo Peter Fischli en David Weiss werkt vooral rond thema's als filosofie en de banaliteit van de omgeving om hen heen.
Grote evenementen, bekende toeristische trekpleisters, belangrijke gebeurtenissen of personen worden zeker niet genegeerd, en de moderne maatschappij wordt in beeld gebracht. Maar dit gebeurt op zo'n aparte manier dat de gebeurtenissen / personen totaal anders ervaren worden.
De kunstenaars bekijken de wereld graag op een vernieuwende manier en hopen door hun unieke weergave ook het publiek te overtuigen.
Bij de creatie van een nieuw project wordt echter voor geen moment rekening gehouden met de verkoopbaarheid van de creatie, op enkele uitzonderingen na zoals Der Lauf der Dinge, die uitgegeven wordt op dvd.
Het oeuvre van Peter Fischli en David Weiss kan onderverdeeld worden in vijf thema's:
Video's:
- 2003 'Hunde'
- 2001 'Busi'
- 1995 'Arbeiten im Dunkeln'
- 1992 'Kanalvideo'
- 1987 'Der Lauf der Dinge'
- 1983 'Der Rechte Weg'
- 1981 'Der geringste Widerstand'

Op de 8e documenta in Kassel (Duitsland) in 1987 toonde het duo hun film Der Lauf der Dinge, de film die voor internationale bekendheid zou zorgen. Het is een 30 minuten durende video van een doorlopende beweging van instabiele objecten langs een dertig meter lang traject.
Alles begint met een opgehangen vuilniszak die traag begint rond te draaien en dit veroorzaakt een niet ophoudend domino-effect waarin vuur, water, scheikunde en zwaartekracht een kettingreactie veroorzaken..
Ook in al hun andere films maken de kunstenaars geen gebruik van technische hoogstandjes of speciale filmeffecten. Op het eerste gezicht lijken veel van hun films rechtstreeks in te druisen tegen de wetten van de moderne filmwereld waarin alles vol actie en snelheid moet zitten en er een 'happy ending' moet zijn.
Peter Fischli en David Weiss trachten met hun films echter het tegenovergestelde waar te maken. De kunstenaars slagen erin om met enkele simpele camerabewegingen en beelden de aandacht van de toeschouwer te trekken, wat voor verschillende films, zoals Kanalvideo, een bevreemdend effect veroorzaakt doordat de film eindeloos hetzelfde lijkt (er zijn wel degelijk kleine veranderende details) en geen uitgesproken einde heeft.
Een van de belangrijkste rode draden door veel van Fischli & Weiss' werk gaan over verwondering willen creëren aan de hand van wat op het eerste gezicht volledig onbelangrijk is. Bijvoorbeeld door het maken van de film Kanalvideo over ondergrondse riolen, doen ze de toeschouwer de alledaagse voorwerpen op een andere manier ervaren.
Enkele films (Der Rechte Weg, Der geringste Widerstand), waarin de kunstenaars verkleed als een rat en een beer door het Zwitserse landschap wandelen zijn een toewijding aan de filosofie en een discussie over de zoektocht naar succes en kennis.
Fotoreeksen
- 1979 'Wurstserie'
- 1985 'Stiller Nachmittag'
- 1989 'Surrli'
- 1991 'Bilder, Ansichten'
- 1993 'Siedlungen, Agglomeration'
- 1998 'Ohne Titel (Blumen)'
- 1998 'Ohne Titel (Pilze)'
- 2002 'Visible World'
- 2004 'An Unsettled Work'
- 2005 'Fotografias'

De eerste realisatie van Peter Fischli en David Weiss tijdens hun samenwerking was een serie van tien kleurenfoto's, Wurstserie uit 1979 en stelde kleine scènes voor, opgebouwd met diverse soorten vlees en worst en alledaagse voorwerpen, met titels zoals "Op de Noordpool" en De holbewoner".
Wurstserie kan gezien worden als het eerste werk in de radicale richting die nog steeds toonaangevend is in het door de kunstenaars ontwikkelde oeuvre. In deze 'amateur' foto's, kunnen de worstelementen zowel worden gezien als beeldhouwwerken of scènes om de toegegrepen waarde van kunst in vraag te stellen.
Tot op zekere hoogte is deze benadering in verband te brengen met de herinvoering van de verhalende en figuratieve processen in de schilderkunst op hetzelfde moment. Maar Wurstserie, net als de latere Stiller Nachmittag uit 1984-1985, vaak aangeduid als de Equilibrium serie, heeft compleet andere bedoelingen. Deze werken geven het creëren van vluchtige beelden en symbolische objecten uit de materialen van het dagelijks leven weer.
Fischli en Weiss trachten in hun fotoreeksen dan ook, net zoals in bijna al hun andere werken, het alledaagse banale te betrekken.
Peter Fischli en David Weiss hebben tot nu toe 10 fotoreeksen of verzamelingen uitgegeven, als projecties of in boekvorm.
In de serie Ohne Titel (Blumen) uit 1998, is de uitzonderlijke relatie van Fischli en Weiss met het concept van kunst, met een maatschappelijk aanvaarde manier van presenteren van de werkelijkheid aanzienlijk meer benadrukt.
Fischli en Weiss' foto's van bloemen zijn vaak zo strikt en frontaal weergegeven als in het werk van hun voorgangers, onder meer Matisse en Mondriaan. Maar wat volkomen normaal lijkt in de modernistische traditie krijgt heel verschillende betekenissen in de context van kunstfotografie.
Bloemen zijn zelden gebruikt als een exclusief en serieus onderwerp voor kleurenfoto's door hun verbondenheid met een zuivere hedendaagse schoonheid.
De reeks over luchthavens Sichtbare Welt, geven ze kritiek op het toerisme. Ook de minimale aandacht voor belangrijke alledaagse dingen wordt in hun fotoreeksen regelmatig aangekaart. Door middel van hun werk wil het kunstenaarsduo de schoonheid van alledaagse dingen weer tonen aan de mensen.
In hun fotoseries portretteren ze alledaagse taferelen, zoals op luchthavens, op vakantie of woningen. De werken worden eigenlijk gerealiseerd tijden hun verschillende reizen, maar ook in de directe omgeving van hun thuisstad Zürich.
Publicaties en boeken
- 'Wurstserie'
- 'Peter Fischli & David Weiss. Fotografias'
- 'Der Lauf der Dinge' (video)
- 'Findet mich das Glück?'
- 'Sichtbare Welt'
- 'Musée d'art moderne Paris'
- 'Gärten'
- 'Peter Fischli/David Weiss. Biennale Venedig 1995'
- 'Siedlungen, Agglomeration'
- 'Bilder, Ansichten'
- 'Airports'
- 'Der Lauf der Dinge' (video heruitgave)
- 'In a Restless World'
- 'Flowers & Questions – A Retrospective'

Peter Fischli en David Weiss publiceerden al verschillende boeken en enkele video's, waarvan Der Lauf der Dinge de bekendste is.
Hun boeken, die ze niet zelf schrijven, zijn meestal verzamelingen van foto's en werken, die samengebracht worden volgens een schijnbaar willekeurige manier.
De foto's van werken worden meestal ook vergezelt van een bespreking of een tekstfragment van verschillende schrijvers en kunstcritici.
Die schrijvers of critici worden door de kunstenaars zelf gekozen en zijn daarom regelmatig dezelfden. Ander hen zijn onder meer Arthur C. Danto, Robert Walser, Boris Groys, Robert Fleck, Beate Söntgen en Hans Ulrich Obrist.
Een voorbeeld is Flowers & Questions – A Retrospective. Het boek opent met een inleiding en een voorwoord, voornamelijk dankbetuigingen en loftuitingen van de curatoren.
340 bladzijden verder eindigt het met een biografie, een bibliografie en een lijst van tentoongestelde werken, wat meteen ook het enige onderdeel van het boek is dat met de tentoonstelling is verbonden.
Daartussen liggen 31 hoofdstukken, elk aangeduid met een Romeins cijfer. Ze zijn volgens hetzelfde model opgebouwd: op de linkerbladzijde staat een afbeelding van een werk. Op de tegenoverliggende rechterbladzijde begint een tekst over dit; die tekst loopt een aantal bladzijden ononderbroken door, zowel links als rechts om te eindigen met een overzicht van materialen, exposities en data van het werk.
Door deze zogenaamde losse structuur in de boeken over, maar tegelijkertijd ook ván, Peter Fischli en David Weiss, blijkt geen enkel boek een echt overzicht te geven van het oeuvre van de kunstenaars.
Sculpturen
- 1981 'Plötzlich diese Übersicht'
- 1983 'Fieber'
- 1984 'Grosser Topf'
- 1984 'Betonlandschaften'
- 1985 'Metaphysische Skulpturen'
- 1986/87 'Gummiskulpturen'
- 1988/89 'Ohne Titel (Hostessen)'
- 1990 'Schneemann'
- 1992/93 'Tisch'

Eigenlijk zijn de rubberen sculpturen een goede inleiding om het werk van Fischli en Weiss te leren kennen.
Dankzij hun eenvoud zwarte rubberen beeldhouwwerken die zelf direct de interesse van de kunstenaars in beeld brengen. De interesse in het alledaagse, de vraag of de huiselijke omgeving of de wereld rondom hen.
De keuze van de kunstenaars valt op zwart rubber, soms gebruiken ze ook witte rubber, en voegt zo een verontrustend element toe aan het werk, waardoor de weergave van industrie, massaproductie en andere iedereen bekende elementen plots iets vreemd lijken te bezitten.
Fischli en Weiss' werk Sewer Workers 1987 die een paar van onderhoudswerknemers van het rioolnetwerk van Zürich laat zien, kan beschouwd worden als een zelfportret. Hun zorgvuldige verwerking van het afval van de maatschappij suggereert een overeenkomst met de kunstenaars hun eigen onderzoeken, die vaak ook gebruikmaken van afvalmaterialen.
Hun bekendste werk Plötzlich dies Übersicht, bestaand uit gebakken kleiobjecten en is een verzameling van herinneringen die de kunstenaars met niet al te veel detail en precisie uitwerkten.
Vanuit het perspectief van het andere werk van de kunstenaars, kunnen deze kleine sculpturen worden gelezen als alternatieven voor fotografische of gefilmde scènes die in andere media alleen met grote moeite geproduceerd zouden kunnen worden.
Door ze in klei uit te voeren verloren ze niet te veel van de aanwezige humor en vormde de ruwe uitwerking geen struikelblok.
Installaties
- 1982 'Mad Max'
- 1987 'Haus'
- 1991 'Garage'
- 1991 'Ohne Titel'
- 1991 'How To Work Better'
- 1992 'Ohne Titel'
- 1993 'Raum unter der Treppe'
- 1995 'Ohne Titel'
- 1996 'Empty Room'
- 1996 'Ohne Titel (Zwei identische Gruppen)'
- 1997 'Garten'
- 1999 'Ein Weg durch das Moor'
- 2000 'Ohne Titel'
- 2003 'Fragen Projektion'

Al de voorwerpen uit de installaties met polyurethaan zijn handgemaakt en net zoals met beelden is het veel duidelijker dat ze en creatie zijn van iemand, de kunstenaars. Zeker in vergelijking met bijvoorbeeld fotoreeksen of uitgegeven boeken.
In de ruimte die Peter Fischli en David Weiss ter beschikking gesteld werd in het Museum für Moderne Kunst in Frankfurt am Main lijken de objecten meer realistisch, bijna echt. In de tentoonstellingsruimte in Zürich kan de toeschouwer zien hoe sommige dingen niet volledig kloppen. In Frankfurt zie je een raam en de kamer erachter, die privéterrein lijkt van een museum bewaarder of klusjesman etc.
Maar het is ook een illusie: je denkt dat je uit het museum kijkt. Vanuit de kunstwereld in een privé-ruimte maar in feite is het waarschijnlijk de meest kunstmatige aanwezigheid in het hele museum.
De meeste voorwerpen uit de installaties zijn dingen die rondom de studio aanwezig zijn - werktuigen en voorwerpen die de kunstenaars nodig hebben om een installatie of sculptuur te maken. Het werkproces zelf daardoor nauw betrokken met het uiteindelijke resultaat.
Alle voorwerpen die in de installaties voorkomen zijn ook bij iedereen bekend. Op een of andere manier heeft iedereen een ervaring gehad met deze objecten. Dit maakt dat de installaties een gevoel creëren van herkenning. Het gewone en alledaagse is bijna nooit afwezig in het werk van Fischli en Weiss.
De installaties bestaan echter niet alleen uit polyurethaan en rubbersculpturen. Zo hebben de kunstenaars enkele fotoprojecties waarbij reeksen zoals werken als Sausage Series of Quiet Afternoon.